# Luke! Die Greatnightshow
Luke! Die Greatnightshow (kurz GNS) war eine von Brainpool produzierte und auf Sat.1 ausgestrahlte Fernsehsendung, die an eine Late-Night-Show angelehnt ist. Luke Mockridge, der auch die Idee zur Show hatte, moderierte sie.

## Konzept
In den Ausgaben der ersten Staffel gab es einzelne Formate und Rubriken, während die Sendungen der zweiten Staffel jeweils einen speziellen Titel haben bzw. nur einem Motto folgen. In nahezu allen Ausgaben treten Musikacts auf, zum Teil singt Mockridge auch selbst. Musikalisch untermalt wird die Sendung durch die Band Sprengstoff.

### Staffel 1
- Zu Beginn jeder Ausgabe gab Mockridge einen Rückblick auf wichtige Meldungen und Nachrichten, die in der jeweiligen Woche gegenwärtig waren. Diese wurden von ihm meist humorvoll kommentiert.
- In dem Format Die zweite Chance suchte Mockridge ehemalige Kandidaten von Kultsendungen wie Wetten, dass..? oder Glücksrad, die in ihrem damaligen Auftritt falsch geantwortet, etwas falsch vollführt oder ein Spiel verloren haben. Diese durften bei ihm in der jeweiligen nachgestellten Sendung nochmal antreten.
- In manchen Ausgaben stellte Mockridge in Bonn (anfangs Köln) mit anderen Tänzern Musikvideos in der Innenstadt nach, wobei der Tanz mit dem Original verglichen wurde.

### Staffel 2
- Die zweite Staffel startete Mitte Oktober 2020 mit einem überarbeiteten Konzept: In jeder Sendung wird eine eigene Showidee umgesetzt.
- Die vierte Ausgabe wurde live aus den Brainpool-Studios in Köln-Mülheim im Rahmen des Cologne Comedy Festivals gesendet.[1]
- In der fünften Ausgabe, die den Titel Luke – Die Band 2020 trug, stellte Mockridge mit den Juroren Nico Santos, Vanessa Mai, Thomas Hermanns die Band 4OUR zusammen.[2]
- Aufgrund der Coronavirus-Pandemie wurde die Sendung ab der vierten Ausgabe ohne Publikum produziert.

## Ausgaben
Die Sendung wurde bisher mit Ausnahme der siebten Ausgabe der zweiten Staffel freitags um 20:15 Uhr auf Sat.1 ausgestrahlt.

### Staffel 1
Staffel 1 wurde vom 13. September bis 1. November 2019 ausgestrahlt.
| Ausgabe | Datum              | Gäste                                                                                                | Gäste (Musik)                                               |
| ------- | ------------------ | --- | ----------------------------------------------------------- |
| 1       | 13. September 2019 | Roberto Blanco Nora Tschirner Jorge González Faisal Kawusi Carl Josef Olaf Schubert                  | Lewis Capaldi                                               |
| 2       | 20. September 2019 | Boris Becker                                                                                         | Natasha Bedingfield Fettes Brot Max Giesinger & Lotte       |
| 3       | 27. September 2019 | Maren Gilzer Simon Pierro                                                                            | Sarah Connor                                                |
| 4       | 4. Oktober 2019    | Oliver Korittke Thomas Hermanns Erwin Kintop                                                         | Ava Max Rea Garvey                                          |
| 5       | 11. Oktober 2019   | Ken Duken Dennis aus Hürth                                                                           | Tim Bendzko Mandy Capristo                                  |
| 6       | 18. Oktober 2019   | Emilia Schüle Torsten Sträter Faisal Kawusi Ralf Richter Sascha Draeger Manou Lubowski Tobias Diakow | Silbermond Mando Diao                                       |
| 7       | 25. Oktober 2019   | Olivia Jones Vanity Trash Karoline Herfurth Florian David Fitz                                       | Conchita Wurst James Blunt                                  |
| 8       | 1. November 2019   | Carolin Kebekus Jörg Draeger                                                                         | Lena Meyer-Landrut & Nico Santos Mabel Michael Beck & Smudo |

### Staffel 2
Die zweite Staffel wurde ab dem 16. Oktober 2020 ausgestrahlt.
| Ausgabe | Titel                     | Datum             | Gäste | Gäste (Musik)                                         |
| ------- | ------------------------- | ----------------- | --- | ----------------------------------------------------- |
| 1       | Luke! Das TV und ich      | 16. Oktober 2020  | Margie Kinsky Bill Mockridge Liam Mockridge Faisal Kawusi Werner Schulze-Erdel Tom Gerhardt Irene Schwarz Janine Kunze Axel Stein Arabella Kiesbauer Hans Werner Olm Tahnee Jasmin Wagner Steven Gätjen                                    | Sebastian Schmidt Alexander Klaws Rea Garvey Zoe Wees |
| 2       | Family Games              | 23. Oktober 2020  | – | –                                                     |
| 3       | Halloween – Gamenight     | 30. Oktober 2020  | Sophia Thomalla Evelyn Burdecki Ross Antony Konrad Stöckel | Critical Mess                                         |
| 4       | Deutschland lacht!        | 6. November 2020  | Maxi Gstettenbauer Jonas Greiner Miss Allie Faisal Kawusi Willi Fries André Herrmann Özcan Cosar Moritz Neumeier Abdelkarim Kay Ray The Fuck Hornisschen Orchestra Tahnee Dennis aus Hürth Till Reiners Rainald Grebe Maria Clara Groppler | El Mago Masin                                         |
| 5       | Luke – Die Band 2020      | 13. November 2020 | Vanessa Mai Thomas Hermanns Nico Santos Paul Kribbe | Alle Farben & Nico Santos                             |
| 6       | Luke vs. Köln             | 20. November 2020 | Lea Schreiner Lukas Podolski Fabian Hambüchen Dennis aus Hürth Jenke von Wilmsdorff Görge Heimann | -                                                     |
| 7       | Die SAT.1 Weihnachtsfeier | 21. Dezember 2020 | Hugo Egon Balder Hella von Sinnen Vanessa Mai Nico Santos Simon Pearce Christoph Maria Herbst Ross Antony Oliver Petszokat Timon Krause | 4OUR Joris & Lotte                                    |
| 8       | LUKE! Die Umwelt und Ich  | 15. März 2021     | Thorsten Legat Janine Pink Julian F. M. Stoeckel | Clueso Giant Rooks                                    |

### Best-of
| Ausgabe               | Datum         | Gäste | Gäste (Musik)                                      |
| --------------------- | ------------- | --- | -------------------------------------------------- |
| Best-of der Staffel 1 | 31. Juli 2020 | Thomas Hermanns, Boris Becker, Max Giesinger & Lotte, Jorge González, Conchita Wurst, Olivia Jones, Vanity Trash, Carolin Kebekus, Ralf Richter, Emilia Schüle, Torsten Sträter, Sascha Draeger, Manou Lubowski, Tobias Diakow, Faisal Kawusi, Silbermond, Dennis aus Hürth, Karoline Herfurth, Florian David Fitz | Michael Beck & Smudo, Mandy Capristo, Sarah Connor |

## Einschaltquoten
| Staffel | Folge   | Datum              | Zuschauer | Zuschauer       | Marktanteil | Marktanteil     |
| Staffel | Folge   | Datum              | Gesamt    | 14 bis 49 Jahre | Gesamt      | 14 bis 49 Jahre |
| ------- | ------- | ------------------ | --------- | --------------- | ----------- | --------------- |
| 1       | 1       | 13. September 2019 | 1,39 Mio. | 0,93 Mio.       | 5,6 %       | 12,8 %          |
| 1       | 2       | 20. September 2019 | 1,08 Mio. | 0,76 Mio.       | 4,2 %       | 10,3 %          |
| 1       | 3       | 27. September 2019 | 1,12 Mio. | 0,72 Mio.       | 4,1 %       | 9,2 %           |
| 1       | 4       | 4. Oktober 2019    | 1,12 Mio. | 0,77 Mio.       | 3,9 %       | 9,2 %           |
| 1       | 5       | 11. Oktober 2019   | 1,04 Mio. | 0,69 Mio.       | 3,7 %       | 8,7 %           |
| 1       | 6       | 17. Oktober 2019   | 0,94 Mio. | 0,64 Mio.       | 3,4 %       | 8,5 %           |
| 1       | 7       | 25. Oktober 2019   | 1,06 Mio. | 0,67 Mio.       | 3,7 %       | 8,4 %           |
| 1       | 8       | 1. November 2019   | 1,13 Mio. | 0,78 Mio.       | 3,9 %       | 9,4 %           |
| 1       | Best-of | 31. Juli 2020      | 0,47 Mio. | 0,25 Mio.       | 2,3 %       | 5,3 %           |
| 2       | 1       | 16. Oktober 2020   | 1,22 Mio. | 0,76 Mio.       | 4,4 %       | 10,2 %          |
| 2       | 2       | 23. Oktober 2020   | 1,06 Mio. | 0,63 Mio.       | 3,7 %       | 8,1 %           |
| 2       | 3       | 30. Oktober 2020   | 1,34 Mio. | 0,84 Mio.       | 4,4 %       | 10,1 %          |
| 2       | 4       | 6. November 2020   | 1,02 Mio. | 0,67 Mio.       | 3,6 %       | 8,4 %           |
| 2       | 5       | 13. November 2020  | 1,13 Mio. | 0,76 Mio.       | 3,6 %       | 8,7 %           |
| 2       | 6       | 20. November 2020  | 0,92 Mio. | 0,59 Mio.       | 3,1 %       | 7,2 %           |
| 2       | 7       | 21. Dezember 2020  | 0,92 Mio. | 0,65 Mio.       | 2,8 %       | 7,1 %           |
| 2       | 8       | 15. März 2021      | 0,66 Mio. | 0,41 Mio.       | 2,2 %       | 5,0 %           |